# Арабабад
Арабабад (перс. عرب‌آباد‎) — село на севере Ирана, в остане Альборз. Входит в состав шахрестана Саводжболаг. Является частью дехестана (сельского округа) Хив Центрального бахша.

## География
Село находится в южной части Альборза, к югу от хребта Эльбурс, на расстоянии приблизительно 6 километров к востоку от Кереджа, административного центра провинции. Абсолютная высота — 1276 метров над уровнем моря.

## Население
По данным переписи 2006 года население села составляло 516 человек (254 мужчины и 262 женщины). В Арабабаде насчитывалось 147 семей. Уровень грамотности населения составлял 80,81 %. Уровень грамотности среди мужчин составлял 82,68 %, среди женщин — 79,01 %.